# Chiropsoides buitendijki
Chiropsoides buitendijki (van der Horst, 1907) é uma espécie de medusa da classe Cubozoa da família Chiropsalmidae.

## Distribuição
A cubomedusa Chiropsoides buitendijki é observada nas águas da Índia, Mar de Andaman na Tailândia, Arquipélago Malaio, Java e Indochina.

## Descrição
Sino translúcido e incolor, de formato cúbico, com um ápice arredondado em forma de cúpula; superfície exumbrelar lisa, sem verrugas de nematocistos. Mesogléia espessa no ápice do sino e pilares interradiais. Paredes corporais adradiais possuem camada de mesogléia mais fina; tornando-se mais espessa na metade superior do sino. Sulcos adradiais rasos no metade de baixo do sino que desaparecem em sua parte superior. Sulcos interradiais ausentes. Oito bolsas gástricos se ligam à cavidade subumbrelar superior; 2 bolsas para cada pilar, não ramificadas, em forma de dedo, com mais de 2/3 da altura do sino. Facelas de raiz única se organizam em forma de ferradura, fixando-se a cada canto do sino. Cada filamento é curto e não ramificado. Quatro pedalia presentes, interradiais, com 3-6 ramos tentaculares abaxialmente alinhados e reduzindo de tamanho para baixo, sendo o ramo terminal o menor. Tentáculos branco-amarelados. Pedalia encurvando-se na direção oral abaixo do sino. Os canais dos pedalia têm como a forma de um espinho longo e pontiagudo. Quatro ropálios presentes, perradiais, com a borda inferior ligeiramente côncava. Óstia ovalada, sem chifres ropalianos. Seis olhos em cada ropálio, com 2 olhos medianos com lentes e 4 pontos pigmentados laterais. Velário largo; 2 canais velariais por octante, ramificados dendriticamente em inúmeros canais de forma altamente complexa.  Abas perradiais em forma piramidal, aproximadamente iguais em cada lado, com ramos laterais e distais, forma dendrítica complexa.